# Grgo Gamulin
Grgo Gamulin (Jelsa, 1910. augusztus 21. – Zágráb, 1997. október 2.) horvát művészettörténész és egyetemi tanár, a háború utáni horvát művészettörténet megalapozója volt.

## Élete és pályafutása
A Hvar szigetén fekvő Jelsán született 1910-ben. Mivel édesanyját korán elveszítette, először Bračra, majd Boszniába, Drvarba és Szarajevóba küldték rokonaihoz. Itt járt középiskolába, amelyet 1930-ban Splitben végzett el. Ezt követően Zágrábban tanult művészettörténetet, régészetet és francia nyelvet, majd 1935-ben érettségizett. Egy tanévet (1938/39) a párizsi Institut d'art et archéologie szakirányú képzésén töltött. 1950-ben doktorált Zágrábban. Még diák korában bekapcsolódott a társadalmi és politikai életbe (folyóiratok; Književinik, Ars 37, Pečat), a baloldali diákmozgalom egyik szervezője, és Jugoszlávia Kommunista Pártjának tagja lett. 1934-ben valószínűleg emiatt nem kapott állást. A második világháború nagy részét (1941–1945) Ógradiska, Jasenovac és Lepoglava usztasa táboraiban töltötte. A háború vége felé, 1945. április 17-én, amikor Lepoglaváról Jasenovacra szállították sikerült megszöknie a vonatról.
A háború után 1945-ben a Horvát Népköztársaság Oktatási Minisztériumának Kulturális és Művészeti Osztályának vezetője lett, 1947-től pedig a Zágrábi Egyetem Filozófiai Kara Művészettörténeti Tanszéke oktatásának újjászervezésével bízták meg. Az első években gyakorlatilag egyedül vezette az órákat, de hamarosan létrehozta a fiatalabb diákokból álló tanári csapatot. A horvát tavaszban betöltött kiemelkedő szerepe miatt 1972-ben történt kényszernyugdíjaztatásáig maradt az egyetemen. Egyike volt a Horvát Művészettörténészek Társasága, és a Művészettörténeti Intézet alapítóinak, emellett több szakmai folyóirat (Život umjetnosti, Peristil és mások) elindítója volt. Az olasz Accademia di Belle Arti és a velencei Ateneo Veneto tiszteletbeli tagja volt.
Gamulin volt az első, aki alaposan és tudományosan elemezte (később Rodolfo Pallucchini is megtette) a dubrovniki katedrálisból származó, Tiziano Vecellionak tulajdonított poliptichont, valamint szinte az összes fontos dubrovniki és környékbeli oltárképet (beleértve a Kotori öblöt és egész Dalmáciát is). Mintegy ötszáz addig többnyire névtelen vagy besorolatlan festményt nevesített, ezzel is gazdagítva a horvát kulturális örökséget. Leginkább Paolo Veneziano és Palma il Giovane munkássága, illetve azoknak a kisebb műhelyeknek a stílusa vonzotta, akik közvetlenül befolyásolták az Adria keleti partjának művészetét.
Folyamatosan írt kritikákat, esszéket. A háború első éveiben meggyőződéses kommunistaként tűnt fel, és hevesen támadta mindazokat, akik nem ragaszkodtak a szocialista realizmushoz.  Ebből a korszakból származik a polgári festészet és ízlés szerelmeseinek címzett kritikai szövege „A cézannizmus bálványimádásáról”, amelyben nemcsak fenntartásait fejezte ki a polgári, formalista művészettel szemben, de sokkal inkább támadta a hazai utánzókat. Az 1960-as évek végén a társadalom reformjának szükségességéről, a párt, az egyetem demokratizálódásáról, Jugoszlávia regionalizálásáról kezdett írni, írásai egészen a horvát nemzeti program megfogalmazásáig terjedtek. Heves vitákba keveredett urbanistákkal és tervezőkkel arról, hogy milyen nagy városokra van szükség (szerinte Zágráb lakossága nem léphette volna túl az 500 ezret).
Az usztasa vonatról való szökéséről szóló emlékei alapján 1967-ben film is készült „Crne ptice” (Fekete madarak; rendező: Eduard Galić) címmel.

## Művei
- Juraj Plančić-Život i djelo, Matica Hrvatska, Zagreb, 1953
- Stari majstori u Jugoslaviji, Društvo povjesničara umjetnosti, Zagreb, 1961
- Milan Konjović, Mala likovna enciklopedija, Zagreb, 1965
- Arhitektura u regiji, Društvo povjesničara umjetnosti,Zagreb, 1967
- Les Peintres Naifs: Ecole De Hlebine, Naprijed, 1976
- Hrvatsko slikarstvo XX. stoljeća, Naprijed, Zagreb, 1987
- Ignjat Job, Galerija umjetnina, Bol, 1987
- Slavko Šohaj, Globus, 1991
- Hrvatsko kiparstvo XIX. i XX. stoljeća, Naprijed, 1999, ISBN 953-178-110-9
- Hrvatsko Slikarstvo Na Prijelazu iz XIX. u XX. stoljeće, Naprijed, ISBN 9531780382
- Itaka koja traje, Zagreb : Institut za povijest umjetnosti, 1999, ISBN IPU: 953-6106-27-2
- Josip Račić: Život i djelo,  Institut povijesti umjetnosti i Hrvatsko društvo povjesničara umjetnosti, Zagreb, 2010

## Fordítás
Ez a szócikk részben vagy egészben  a   Grgo Gamulin című horvát Wikipédia-szócikk ezen változatának fordításán alapul.  Az eredeti cikk szerkesztőit annak laptörténete sorolja fel. Ez a jelzés csupán a megfogalmazás eredetét és a szerzői jogokat jelzi, nem szolgál a cikkben szereplő információk forrásmegjelöléseként.